# 塞羅伊格萊西亞斯
塞羅伊格萊西亞斯（西班牙語：Cerro Iglesias），是巴拿馬的城鎮，位於該國西北部，由恩戈貝-布格雷特區的諾萊杜伊馬區負責管轄，面積31.2平方公里，海拔高度585米，2010年人口4,123，人口密度每平方公里132.2人。